# Ferrocarril de Minas de Cala
El ferrocarril de Minas de Cala fue una línea férrea española de carácter minero-industrial que estuvo operativa entre 1905 y 1955, permitiendo dar salida por vía marítima a la producción de las minas de Cala. Se trataba de un ferrocarril de vía estrecha, con un ancho de 1000 milímetros, y contaba con una longitud de 96 kilómetros. En la actualidad el antiguo trazado se encuentra desmantelado, si bien se conservan algunas infraestructuras originales. 

## Historia
En 1900 los yacimientos mineros de hierro y cobre situados en la zona de Cala, en la provincia de Huelva, fueron adquiridos por empresarios vascos. Estos constituyeron la Sociedad Anónima Minas de Cala (SAMC) y plantearon la construcción de un ferrocarril que enlazase las explotaciones con los puertos del suroeste andaluz. En 1902 el Estado otorgó a la compañía una concesión para la construcción de la línea. Las obras transcurrieron entre 1901 y 1905, optándose porque el trazado llegase hasta el municipio de San Juan de Aznalfarache, donde se levantó un muelle-cargadero de mineral sobre el río Guadalquivir. El 19 de agosto de 1905 el ferrocarril fue inaugurado oficialmente, mientras que el 24 de mayo de 1906 fue abierto al servicio de pasajeros.
Durante las primeras décadas de existencia el ferrocarril vivió una época de apogeo, hasta el punto en que se construyeron varios ramales para enlazar la vía principal con el Coto Teuler, la mina del Castillo de las Guardas y la mina de Peña del Hierro. En la estación de Camas llegó a existir empalme con un trazado de ancho ibérico, la línea Sevilla-Huelva. Sin embargo, a partir de 1930 el trazado atravesó una etapa de crisis debido a la caída del tráfico minero procedente del Castillo de las Guardas y el Coto Teuler. Esta situación llevaría a la suspensión del tráfico de pasajeros y, finalmente, a la clausura del trazado en 1955.
Tras la clausura, años después las vías fueron levantadas y muchas infraestructuras han desaparecido. En la actualidad se conservan los puentes metálicos situados en los kilómetros 4 y 7 sobre el río Guadiamar y algunas estaciones, como las de Minas de Cala, Castillo de las Guardas o Santa Olalla del Cala.